# Armand Léon Annet
Armand Léon Annet (Parijs, 5 juni 1888 – Parijs, 25 april 1973) was een gouverneur van diverse koloniën in het Franse koloniale rijk.
Annet was gouverneur van Frans-Somaliland van 1935 tot 1937. Hij was luitenant-gouverneur van Dahomey van 1938 tot 1940. In 1940 schaarde Annet na de val van Frankrijk zich achter Vichy-Frankrijk. Hij was gouverneur-generaal van Madagaskar namens Vichy-Frankrijk van 1941 tot 1942.
Annet raakte betrokken bij de Slag om Madagaskar. De slag startte op 5 mei 1942 en Annet verdedigde het eiland met troepenmacht van ongeveer 8.000 man.
Op 5 november 1942 gaf Annet zich met de overgebleven troepen over vlak bij Ilhosy in het zuiden van het eiland.
- Bibliothèque nationale de France: cb10880627w (data)
- Gemeinsame Normdatei: 159016207
- International Standard Name Identifier: 0000 0001 1950 7109
- Library of Congress Control Number: n88600374
- Nationale Bibliotheek van Israël: 987007357646905171
- Système universitaire de documentation: 086079166
- Virtual International Authority File: 66459485
- WorldCat: E39PBJf4dpgr9Ptygkyxr3wHmd